# Кастельмауро
Кастельмауро (італ. Castelmauro) — муніципалітет в Італії, у регіоні Молізе,  провінція Кампобассо.
Кастельмауро розташоване на відстані близько 185 км на схід від Рима, 30 км на північ від Кампобассо.
Населення — 1543 особи (2014).
Щорічний фестиваль відбувається 10 серпня. Покровитель — San Leonardo.

## Демографія
Населення за роками:

Станом на 1 січня 2023 року в муніципалітеті офіційно проживали 64 іноземці з 12 країн, серед них 31 громадянин країн Євросоюзу та 1 громадянин України.

## Сусідні муніципалітети
- Аккуавіва-Коллекроче
- Чівітакампомарано
- Гуардьяльфьєра
- Монтефальконе-нель-Санніо
- Роккавівара
- Сан-Феліче-дель-Молізе
- Тривенто